# غار حیدر
غار حیدر مربوط به دوران فرادیرینه‌سنگی است و در شهرستان مرودشت، بخش مرکزی، دهستان نقش رستم، ۲ کیلومتری غرب روستای حاجی‌آباد، دامنه کوه حسین واقع شده و این اثر در تاریخ ۱۸ شهریور ۱۳۸۷ با شمارهٔ ثبت ۲۳۴۲۴ به‌عنوان یکی از آثار ملی ایران به ثبت رسیده است.